# Sportbelofte van het jaar (België)
De titel Sportbelofte van het jaar wordt sinds 1998 jaarlijks toegekend aan de Belgische sporter die als winnaar eindigt van een referendum georganiseerd door de Belgische Beroepsbond van Sportjournalisten. Naast de trofee van Sportbelofte van het jaar is er sedert 1967 ook die van Sportman van het jaar, sedert 1975 die van "Sportvrouw van het jaar" & sedert 1997 die van "Sportploeg van het jaar".

## Overzicht van de winnaars
| Jaar | Winnaar/winnares        | Discipline |
| ---- | ----------------------- | ---------- |
| 1998 | Kim Clijsters           | tennis     |
| 1999 | Bart Wellens            | veldrijden |
| 2000 | Bart Aernouts           | veldrijden |
| 2001 | Jurgen Van den Broeck   | wielrennen |
| 2002 | Thomas Buffel           | voetbal    |
| 2003 | Kirsten Flipkens        | tennis     |
| 2004 | Aagje Vanwalleghem      | turnen     |
| 2005 | Niels Albert            | veldrijden |
| 2006 | Yoris Grandjean         | zwemmen    |
| 2007 | Dominique Cornu         | wielrennen |
| 2008 | Elise Matthysen         | zwemmen    |
| 2009 | Romelu Lukaku           | voetbal    |
| 2010 | Luca Brecel             | snooker    |
| 2011 | Thomas Van Der Plaetsen | tienkamp   |
| 2012 | Kimmer Coppejans        | tennis     |
| 2013 | Nafissatou Thiam        | zevenkamp  |
| 2014 | Divock Origi            | voetbal    |
| 2015 | Tiesj Benoot            | wielrennen |
| 2016 | Louise Carton           | veldlopen  |
| 2017 | Lotte Kopecky           | wielrennen |
| 2018 | Remco Evenepoel         | wielrennen |
| 2019 | Yari Verschaeren        | voetbal    |
| 2020 | Charles De Ketelaere    | voetbal    |
| 2021 | Thibau Nys              | wielrennen |
| 2022 | Cian Uijtdebroeks       | wielrennen |
| 2023 | Alec Segaert            | wielrennen |
| 2024 | Jarno Widar             | wielrennen |